# کفر قرا
کفر قرا (به لاتین: Kafr Qara) یک منطقهٔ مسکونی در اسرائیل است که در هادرا واقع شده‌است.